# ソワレ
ソワレ（Soirée）は、日本のネオ・シャンソン歌手、作詞作曲を手がける音楽家、東京・渋谷「SARAVAH東京」プロデューサー。

## ディスコグラフィー

### アルバム
1. 「ティンパン・マーケット」（あがた森魚とデュオ)
2. 「シャンソンチックソワレ」（ソロアルバム / 2002.9.30発売/vivid SOUND）
3. 「さよならシャンソンこんにちは 〜Bonjour ma chanson〜」（2ndソロアルバム / 2008.1.10発売 / ラミュゼ）
4. 「à la chanson / ア・ラ・シャンソン」(3rdソロアルバム / 2009.6.12発売 / シブヤテレビジョン)
5. 「Hei! シャンソン」(4th ソロアルバム / 2014.1.25発売 / ウズマキ舎)

## 映画出演
- 「ソワレの心臓」（監督／脚本：山田広野 出演：ソワレ、芳春、園部貴一）
- 「新 ソワレの心臓」（監督／脚本：山田広野 出演：ソワレ、チャーリー東京、中原翔子、塩田時敏 他）

## 楽曲提供

### 映画
- 「嘘つき女の明けない夜明け」（監督：熊谷まどか 製作：ndjc2008事務局）

## オーガナイズイベント
- 1998年〜 「MAD FRENCH」（南青山ojas）
- 2000年〜 「ゲンスブ−ルナイト」（渋谷O-west / 渋谷nest / 青山スパイラル /六本木plasticなど）
- 2005年〜 「新春シャンソンショウ」（渋谷O-west / 渋谷O-EAST）
- 2008年〜 「渋谷巴里祭」
- 「東京国際レズビアン&ゲイ映画祭アフターパーティ」（青山CAY）
- 「仮面の夜」（恵比寿TOOTH TOOTHほか）
- 「越路吹雪ナイト」
- 「思い出のメロディ」
- 「ブルーライト青い部屋」
- 「サヴァサヴィアン」
- 「キャバレー」など多数（青い部屋）
- 「DOKI DOKIパニック」（新宿ゴールデン街劇場 / 代々木プーク人形劇場 / 渋谷O-west）

ほか多数。2000年〜2004年、渋谷「青い部屋」リニューアルプロデューサー、2010年12月より飯塚龍太郎とともに「SARAVAH東京」プロデューサーを務める。